# Jan Stanik
Jan Marian Stanik (ur. 1943) – polski psycholog, profesor nauk społecznych.

## Życiorys
W 1967 r. ukończył studia pedagogiczne  na Uniwersytecie Wrocławskim, w 1973 r. obronił pracę doktorską, w 1981 r. habilitował się. W 2016 r. uzyskał tytuł profesora nauk społecznych.
Został zatrudniony na Uniwersytecie Śląskim w Katowicach, w Wyższej Szkole Zarządzania Ochroną Pracy w Katowicach, oraz w Wyższej Szkole Bezpieczeństwa w Poznaniu.